# جلان غراي
جلان غراي (بالإنجليزية: Glen Gray)‏ هو موزع أمريكي، ولد في 7 يونيو 1906 في ميتامورا في الولايات المتحدة، وتوفي في 23 أغسطس 1963 في بليموث في الولايات المتحدة بسبب لمفوما.

## وصلات خارجية
- جلان غراي على موقع IMDb (الإنجليزية)
- جلان غراي على موقع ميوزك برينز (الإنجليزية)
- جلان غراي على موقع أول ميوزيك (الإنجليزية)
- جلان غراي على موقع ديسكوغز (الإنجليزية)